# Bitcoin Cash
Bitcoin Cash (BCH) – kryptowaluta, która powstała 1 sierpnia 2017 roku po rozłamie głównego łańcucha Bitcoina. Rozłam ten nastąpił wskutek braku porozumienia w społeczności odnośnie do sposobu skalowania i dalszego rozwoju projektu Bitcoin.

## Opis
Bitcoin Cash (BCH) wykorzystuje technologię blockchain i ten sam algorytm co pierwotny Bitcoin (SHA-256), jednak w odróżnieniu od Bitcoina (BTC) zwiększył rozmiary bloków. Od 1 sierpnia 2017 do 15 maja 2018 z 1 MB do 8 MB, od 15 maja 2018 do 32 MB z perspektywą kolejnych powiększeń. Dzięki powiększeniu bloków możliwa jest większa liczba transakcji na sekundę oraz minimalizacja kosztów transakcji. Bitcoin Cash (BCH) skupia się na transakcjach tanich i szybkich. Mediana opłaty transakcyjnej Bitcoina Cash (BCH) wynosi praktycznie stale poniżej 0,01$. W przypadku Bitcoina (BTC) opłata transakcyjna jest bardzo zmienna. Na przełomie 2017/2018 wynosiła nawet ponad 35$. Bitcoin (BTC) pozostał przy blokach o wielkości 1 MB.
Łańcuchy Bitcoina (BTC) i Bitcoina Cash (BCH) do 1 sierpnia 2017 były identyczne, więc posiadacze Bitcoinów przed 1 sierpnia 2017, po tym rozłamie posiadali dokładnie tę samą liczbę BTC oraz BCH. W odróżnieniu od Bitcoina (BTC), waluta Bitcoin Cash (BCH) nie wprowadziła i nie planuje wprowadzenia protokołu SegWit.
Liczba węzłów Bitcoina Cash (BCH) stale się zwiększa i przekroczyła już 2100.
Bitcoin Cash (BCH) aktywował 15 maja 2018 skrypting (Op-code), który umożliwia programowanie aplikacji. Baza kodów Bitcoin Cash (BCH) wykorzystuje system skryptów w transakcjach wykorzystujących proces podobny do Fortha, a protokół ma możliwość tworzenia tak zwanych kolorowych monet (colored coins) i upraszcza inteligentne kontrakty, które mogą wykonywać zautomatyzowane funkcje podobnie jak w Ethereum.
Bitcoin Cash (BCH) jest obecnie dwunastą kryptowalutą pod względem kapitalizacji.
Liczba sprzedawców i miejsc w sieci akceptujących Bitcoin Cash stale rośnie i przekroczyła już 900 (stan na 23.12.2018).